# Matsuyama Masaji

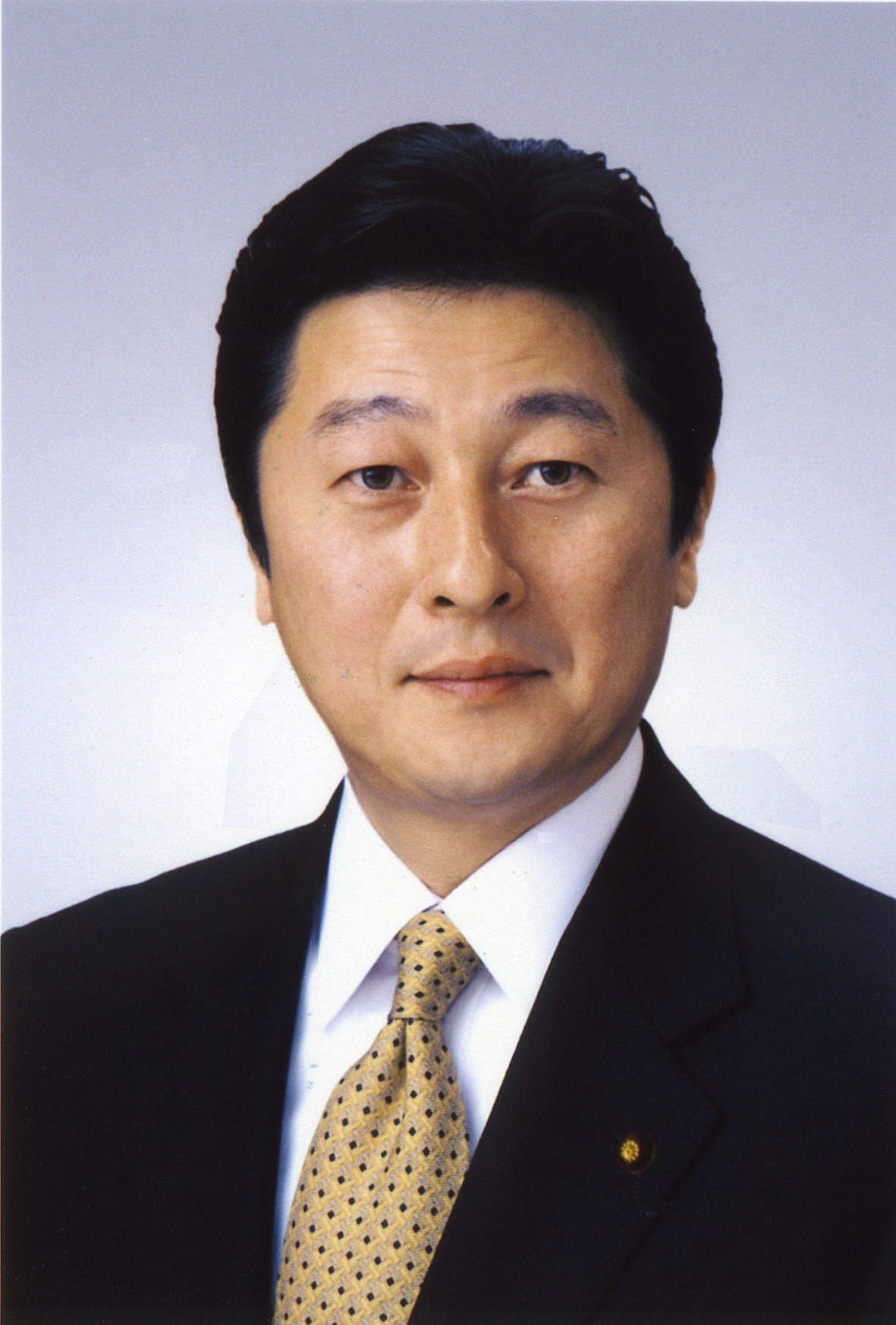
Matsuyama Masaji năm 2017

Matsuyama Masaji (松山 政司 (Tùng Sơn Chính Ty) Matsuyama Masaji,  sinh ngày 20 tháng 1 năm 1959) là một chính trị gia người Nhật thuộc Đảng Dân chủ Tự do và hiện là Nghị viên Tham Nghị viện từ Fukuoka kể từ năm 2001 đến nay.